# Triangeln (köpcentrum)
Triangeln eller Triangelns köpcentrum är ett köpcentrum beläget på Triangeln i delområdet Rådmansvången, centrala Malmö. Triangeln är Malmö citys största köpcentrum. Det stod färdigt den 21 september 1989 och invigdes på nytt efter ombyggnation och utökning i juni 2013. Triangeln har för närvarande över 80 butiker, 15 restauranger och caféer samt 1 livsmedelsaffär. I direkt anslutning till köpcentrat finns hotellkedjan Scandic, Skånetrafikens hållplatser samt Citytunnelns underjordiska station.

## Bildgalleri

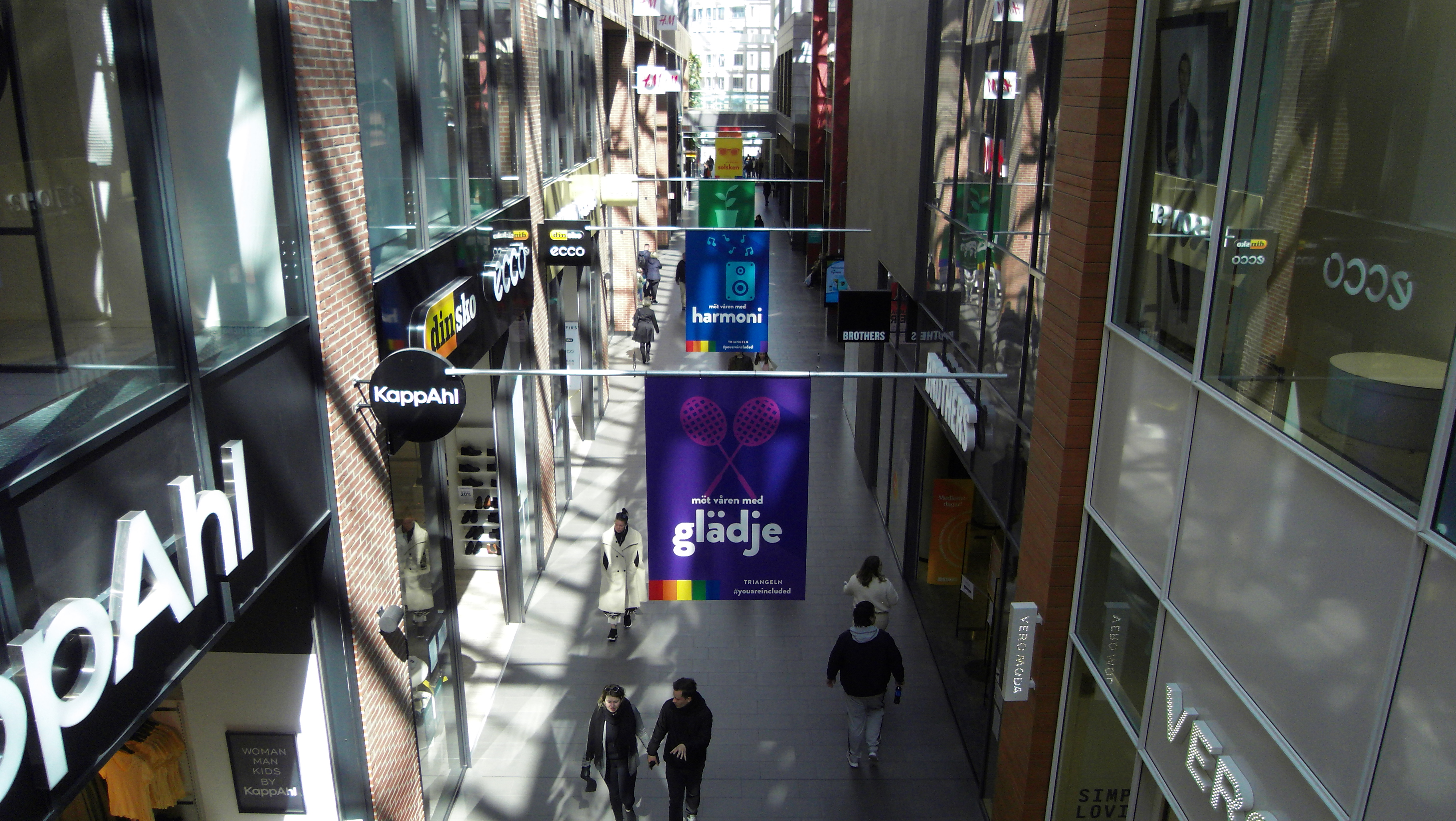
Triangelns interiör i april 2021.
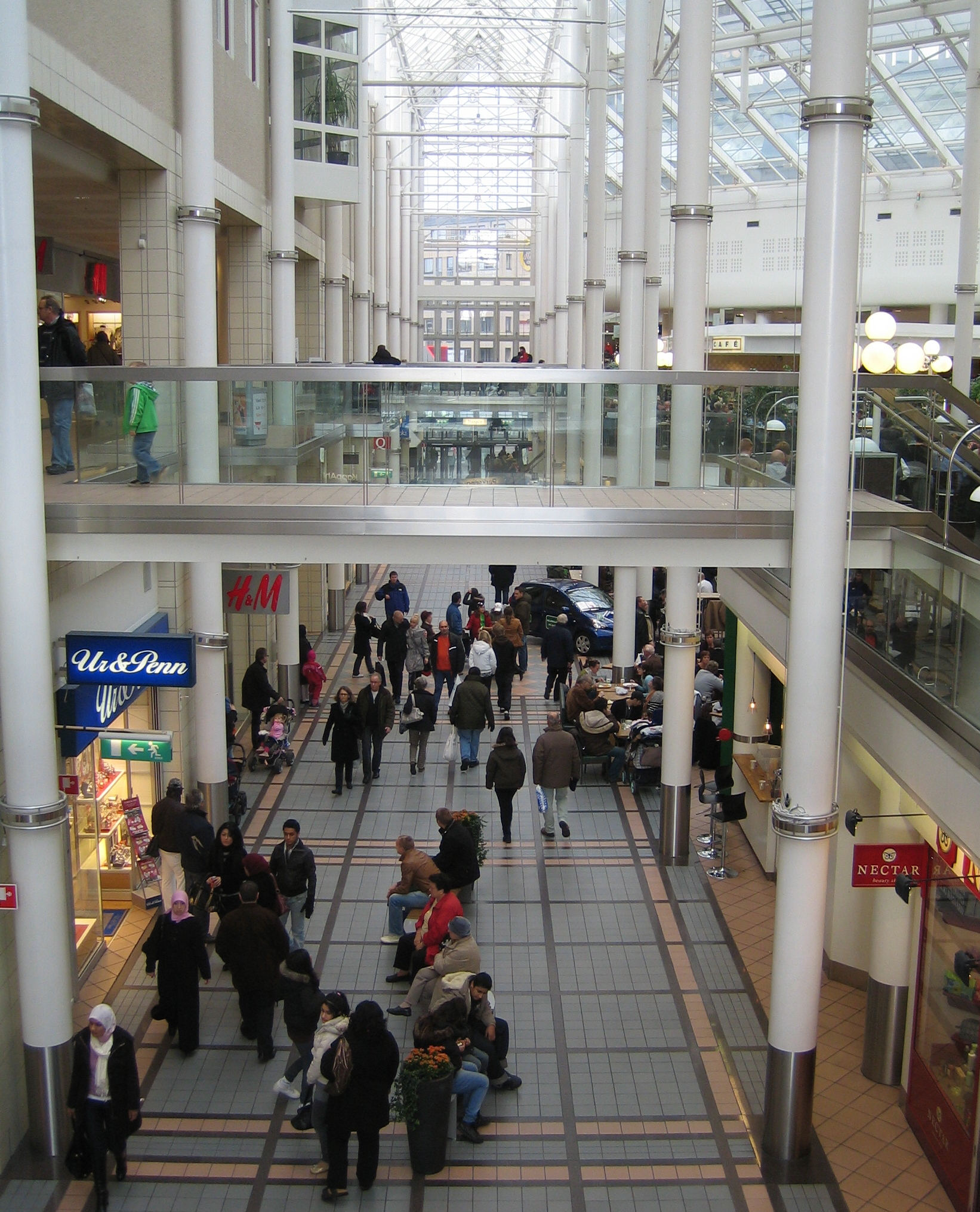
Triangelns äldre interiör november 2007 innan renoveringen och utökningen 2013.